# Masfjorden
Masfjorden es un municipio en la provincia de Hordaland, Noruega. Masfjorden fue separado de Lindås el 1 de marzo de 1879. Tiene una población de 1704 habitantes según el censo de 2015.
El municipio está ubicado alrededor del fiordo de mismo nombre que divide casi por comoleto el municipio de norte a sur. Un cable ferry conecta esas dos partes. La mayoría de la población se encuentra en Nordbygda, al norte. Sin embargo, el consejo local está ubicado en el sur.

## Información general

### Nombre
El nombre en nórdico antiguo era Matrsfjörðr. El primer elemento es el genitivo del antiguo nombre del fiordo Matr. 

### Escudo de armas
El escudo de armas es de los tiempos modernos. Se les concedió el 28 de septiembre de 1990. El escudo muestra tres heldrer, una herramienta tradicional que sirve para sujetar una cuerda alrededor de una carga. Tiene el propóstio de simbolizar la unidad.